# Cámara de Representantes de Nepal
La Cámara de Representantes de Nepal es la cámara baja del Parlamento de Nepal, está compuesta por 275 miembros elegidos por votación popular a través del sistema de voto paralelo. Ocupan sus asientos durante cinco años o hasta que el cuerpo sea disuelto por el presidente con el consejo del primer ministro. La cámara se reúne en el Centro Internacional de Convenciones de Katmandú. 
La Cámara de Representantes está regulada en la Constitución de Nepal de 2015.
La Cámara de Representantes tiene 275 miembros; 165 elegidos de las circunscripciones de un solo miembro por voto mayoritario y 110 elegidos a través del sistema electoral proporcional donde los votantes votan por los partidos políticos, considerando a todo el país como una única circunscripción electoral. La Cámara de Representantes, a menos que se disuelva, continúa funcionando durante cinco años a partir de la fecha designada para su primera reunión. Sin embargo, en un estado de emergencia , el término de la Cámara de Representantes puede extenderse, sin exceder un año de acuerdo con la ley federal.

## Elección reciente
- Elecciones parlamentarias de Nepal de 2022